# Август Алле
Август Алле (ест. August Alle; 19 (31) серпня 1890, Вільянді — 8 липня 1952, Таллінн) — естонський письменник.